# Хлоритна кислота
Хлоритна кислота HClO2, односновна кислота середньої сили.

## Властивості
Хлоритна кислота HClO2 у вільному вигляді нестійка, навіть у розбавленому водному розчині вона швидко розкладається: 
4HClO2 → HCl + HClO3 + 2ClO2 + H2O
Ангідрид цієї кислоти невідомий.

## Отримання
Розчин кислоти отримують з її солей - хлоритів, що утворюються в результаті взаємодії ClO2 з лугом: 
2ClO2 + Н2O2 + 2NaOH → 2NaClO2 + O2 + 2H2O

і далі за реакцією:
Ba(ClO2)2 + H2SO4  → 2HClO2 + BaSO4↓

Солі хлоритної кислоти називаються хлорити, вони, як правило, безбарвні і добре розчинні у воді. На відміну від гіпохлоритів, хлорити проявляють виражені окислювальні властивості тільки в кислому середовищі. З солей найбільше застосування має хлорит натрію NaClO2, який застосовується для відбілювання тканин і паперової маси. Хлорит натрію отримують за реакцією: 
2ClO2 + PbO + 2NaOH → PbO2 + 2NaClO2 + H2O
Безводний NaClO2 вибухає при ударі і нагріванні; запалюється при контакті з органічними речовинами, гумою, папером і т. п.